# 二次植物
二次植物（にじしょくぶつ）とは、二回以上の細胞内共生に由来する葉緑体を持つ植物の総称である。これに対して、一回の細胞内共生によって獲得した葉緑体を持つ植物群は一次植物と呼ばれる。
一次植物はアーケプラスチダとも呼ばれる生物群で、緑色植物・紅色植物・灰色植物が該当する。このうち緑色植物と紅色植物は様々な生物に取り込まれ、細胞内共生して二次植物の葉緑体となっている。灰色植物を取り込んだ二次植物は知られていない。二次植物は6群に大別され、クリプト植物、不等毛植物（黄色植物）、ハプト植物、渦鞭毛植物、クロララクニオン植物、ユーグレナ植物といった群がある。

## 葉緑体の由来
いわゆる植物が緑に見えるのは、細胞内にある葉緑体に緑系の色素を含むためであり、これは光合成をおこなう場でもある。我々になじみの深い狭義の植物の葉緑体は全て原核生物である藍藻を取り込んだものであり、そこに始まる細胞内共生がその由来であることがわかっている(一次共生)。このように藍藻を取り込んで葉緑体化した植物を一次植物と呼ぶ。
ところが、広義の植物、いわゆる藻類の中には、「藍藻を取り込んだ真核生物」をさらに取り込む(二次共生)ことで「葉緑体」を獲得した生物群があることが分かってきた。このような「植物」を二次植物と呼ぶ。これに対しさらに、一部の藻類は二次植物をさらに取り込んだ「三次共生」によって成立したと考えられている。

## 二次植物の分布
植物界や動物界といった、2界説、5界説は過去のものになりつつある。2005年以降は、アーケプラスチダ界、リザリア界、エクスカバータ界などの新時代の分類概念が整理され、用いられている。Adl et al.（2005）で定義される大分類群と二次植物との関係は以下の通り。
アメーボゾアおよびオピストコンタ
葉緑体を持つ生物はおらず、二次植物も含まれない。
リザリア
緑色植物の二次共生に由来する葉緑体を持つクロララクニオン藻を含む。葉緑体内には緑色植物細胞核であるヌクレオモルフが残っている。
エクスカバータ
緑色植物の二次共生に由来する葉緑体を持つユーグレナ藻を含む。ヌクレオモルフは無い。
クロムアルベオラータ
クリプト藻、ハプト藻を含む。いずれも紅色植物の二次共生に由来する葉緑体を持つ。クリプト藻にのみヌクレオモルフが残っている。
ストラメノパイル
紅色植物の二次共生に由来する葉緑体を持つ不等毛植物を含む。
アルベオラータ
紅色植物の二次共生に由来する葉緑体を持つ渦鞭毛藻を含む。ただし、渦鞭毛藻の葉緑体にはハプト藻やクリプト藻の三次共生に由来するものもある。